# Disporopsis undulata
Disporopsis undulata là một loài thực vật có hoa trong họ Măng tây. Loài này được Tamura & Ogisu mô tả khoa học đầu tiên năm 1998.